# Петров, Владимир Яковлевич
Влади́мир Я́ковлевич Петро́в (18 июля 1921, Дно, Псковская губерния — 4 ноября 1943, под г. Невель, Калининская область.) — командир танковой роты 256-го танкового батальона 52-й танковой бригады 9-й армии Закавказского фронта, старший лейтенант, Герой Советского Союза.

## Биография
Родился 18 июля 1921 года в семье рабочего. Русский.
Окончил 8 классов.
В Красной Армии с 1938 года.
В 1940 году окончил Харьковское танковое училище. На фронтах Великой Отечественной войны с августа 1942 года.
Командир танковой роты старший лейтенант Владимир Петров в бою 9 сентября 1942 года за хутор Предмостный, расположенный южнее северо-осетинского города Моздок, дважды водил вверенную ему роту в атаку и нанёс врагу большой урон.
11 сентября 1942 года в районе села Малгобек танковая рота под командованием старшего лейтенанта Петрова уничтожила тридцать танков противника, а на следующий день ещё три танка.
Указом Президиума Верховного Совета СССР «О присвоении звания Героя Советского Союза начальствующему и рядовому составу Красной Армии» от 31 марта 1943 года за  «образцовое выполнение боевых заданий командования на фронте борьбы с немецкими захватчиками и проявленные при этом отвагу и геройство» удостоен звания Героя Советского Союза с вручением ордена Ленина и медали «Золотая Звезда» (№ 834).
Пока оформлялись наградные документы, ставший уже капитаном Владимир Петров столь же успешно действовал в ходе Северо-Кавказской наступательной операции. 11 января 1943 года его батальон первым из состава 52-й танковой бригады ворвался в город Минеральные Воды вдоль железнодорожной ветки со стороны Прохладного и прошёл с боем через весь город, давя колонны автомашин и конных обозов на улицах. Затем закрепившись на южной окраине, танкисты Петрова взяли под контроль железную дорогу, сорвав всю эвакуацию и выдержав бой до подхода стрелковых частей. В итоге в ночь на 12 января немецкие войска бежали из города, бросив в нём большие тыловые склады и много техники. В этот бою батальон Петрова уничтожил 10 танков, 33 автомашины, 2 штабных автобуса, танкетку, орудие ПТО, подбили 2 паровоза, истребили до 300 солдат противника. Героям-танкистам в городе установлен памятник
За этот подвиг он был награждён орденом Красного Знамени.
Майор В. Я. Петров погиб в бою 4 ноября 1943 года. Похоронен в городе Невель Псковской области.

## Память
- Именем Героя названа улица в городе Дно. На этой улице установлена мемориальная доска, посвящённая В. Я. Петрову.
- Имя Петрова носит также одна из улиц города Малгобек (Ингушетия)[5].